# Radioåret 1972

## Radioprogram

### Sveriges Radio
- 11 juni - Världens äldsta radioprogram, Barnens brevlåda, med Sven Jerring, som sänts sedan Sveriges Radios start 1925 går för 1 785:e och sista gången.[1]
- 11 juli - Öyvind Fahlströms ca 70 minuter långa radiocollage Cellen sänds.
- 1 december - Årets julkalender är Barnen i Höjden.[2]

## Födda
- 25 maj – Titti Schultz, svensk radioprogramledare.

### Fotnoter
1. ↑  Hundra år i Sverige - 1972, Hans Dahlberg, Albert Bonniers, 1999
2. ↑  ”1972, Barnen i Höjden”. Sveriges Radio. http://sverigesradio.se/barn/julkalendrar/1972.stm. Läst 31 augusti 2015.